# Отак-отак
Отак-отак (індонез. otak-otak — «мізки») — національна страва кухонь Південно-Східної Азії, насамперед індонезійської, малайзійської та сінгапурзької. Основу становлять риба або різні морепродукти зі спеціями, загорнуті у пальмове або бананове листя, що запікаються або смажаться. Свою назву «мізки» отримала внаслідок зовнішнього вигляду та консистенції.

## Історія
Отак-отак вперше з'явився на Малаккському півострові, а потім поширився на значних територіях навколо Малайського архіпелагу. В даний час ця страва користується дуже високою популярністю в Індонезії, а також в Сінгапурі, де його використовують у вигляді добавки до іншої їжі або в якості самостійної закуски разом з соусом.

## Приготування
Являє собою невелику запіканку з риби або морепродуктів з різними добавками, насамперед тапіокою, й неодмінно спеціями. Використовується морська риба, насамперед скумбрія, ваху і луціан (рідше — молочної риби і нотоптерові), а також креветки, краби і кальмари. Вкрай рідко, лише з кінця XX ст. використовується курка та м'ясо. Особливість страви полягає у великий кількості сухого червоного перцю та галангала, доволі пекучого коріння.
Пір та свіжий червоний перець) подрібнити і пробити в блендері. Влити кокосове молоко, цукор і сухі спеції (куркуму, сухий перець чилі, білий перець, галангал — китайський калган, можливо також часник, різні зелень). Додати половину риби (морепродуктів), перебити, змішати з тапіоковим (саговим або рисовим) борошном. Інколи додають яєчний білок. Потім додати сіль, яйця і цукор. Перебити ще раз. Рештки риби (або морепродуктів) нарізати на шматочки, вмішати в пюре, сформувати своєдінкі витягнуті «ковбаски» і все поставити в холодильник на кілька годин. Бананове (пальмове з пандану — зазвичай у Західній Малайзії та Сінгапурі) листя бланшувати в окропі (є варіант, що листя трохи обсмажується). На половину листа викласти фарш, заколоти шпажкою або зубочисткою. В класичному варіанті готується на вугіллі, в сучасних умовах частіше на грилі, пательні або в духовці. Готувати, перевернувши 3 рази до утворення своєрідного мережева з обох боків.

### Регіональні різновиди
- в Малайзії додають також кафір-лайм, лікарську мелісу, белачан (місцевий соус з ферментованого криля), а сама страва готується в цукровій пальмі
- в Сінгапурі додають суміш з червоного перцю, куркуми і порошка каррі у значних кількостях, внаслідок чого страва отримує червоно-помаранчевий колір
- в малайзійському штаті Пінанґ отак-отак готується на парі
- на південній Суматрі додається прямий оцетовий соус суто
- в Джакарті (Індонезія) вживається з гострим архісовим соусом

## Вживання

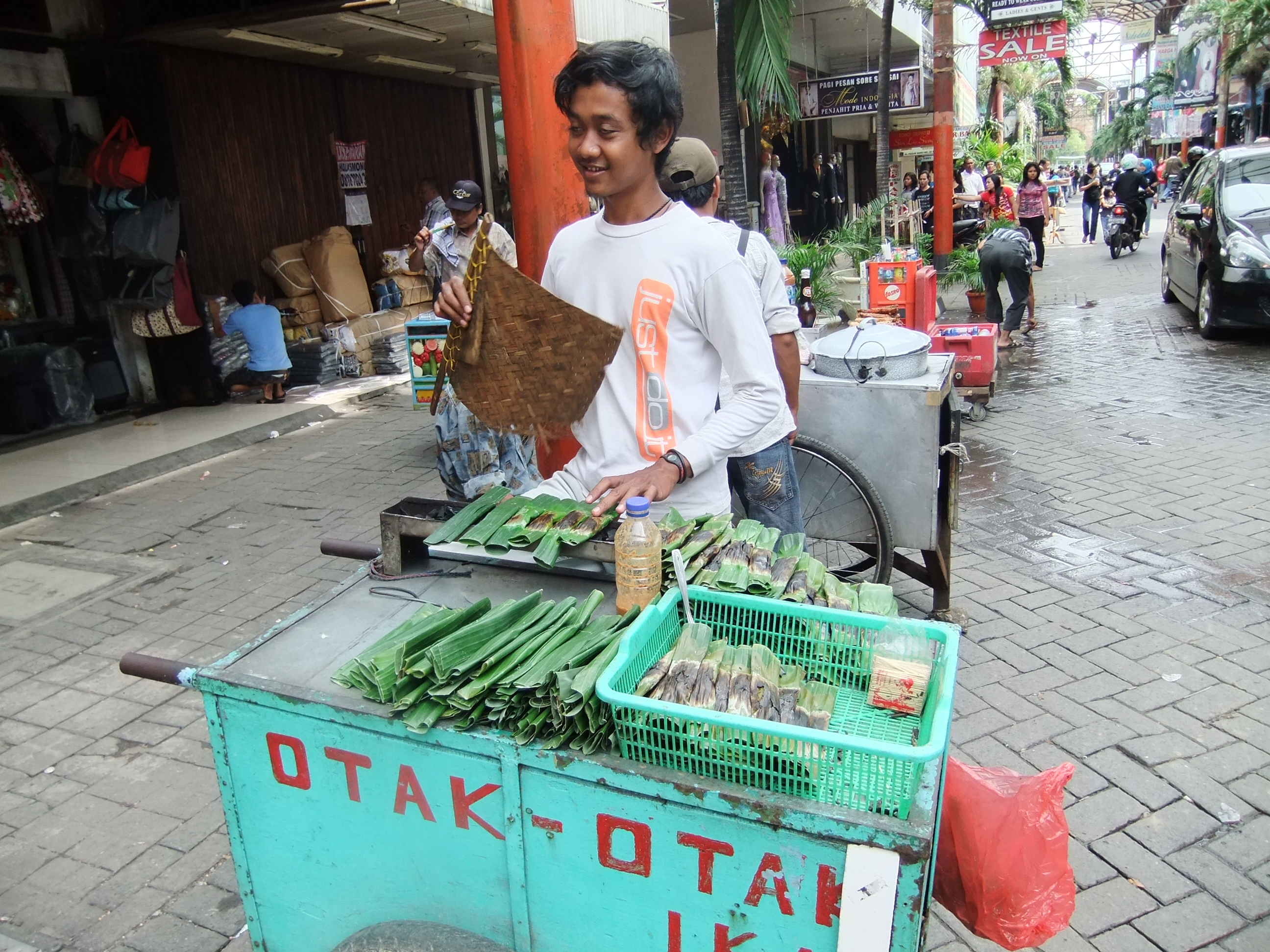
Продаж отак-отаку на ринку в Джакарті

прийнято подавати в розгорнутому або напіввідкритому вигляді. Вийнятий з оболонки, він зазвичай має вигляд циліндричного або приплюснутого батончика, рідше — паралелепіпеда довжиною зазвичай близько 8-15 см. Консистенція продукту досить щільна, його колір може коливатися від білого до світло-коричневого або помаранчевого — в залежності від використаних сортів риби і добавок, листя, використаних для обгортання, а також особливостей кулінарної обробки.
Отак-отак може бути основною стравою, однак частіше служить легкої закускою. До нього, як правило, подають різні соуси, зазвичай соєвий, арахісовий, перцевий або тамариндовий. В столиці Індонезії — Джакарті — отак-отак подається в кіосках на автобусних зупинках. Одним з кращих міст, де готується ця страва вважається Макассар.